# Liste der algerischen Botschafter in Marokko
Die Botschaft Algeriens in Marokko befindet sich in der Avenue Mohamed VI, Ecke Rue Ghiyata, in Rabat.
| ernannt am    | Ernennungsdekret | Name                | Bemerkungen | ernannt von            | akkreditiert bei | Posten verlassen | Abberufungsdekret |
| ------------- | ---------------- | ------------------- | --- | ---------------------- | ---------------- | ---------------- | ----------------- |
| 7. Feb. 1963  |                  | Saâd Dahlab         | | Ahmed Ben Bella        | Hassan II.       |                  |                   |
| 1963          |                  | Hamida Ferhat Tayeb | | Ahmed Ben Bella        | Hassan II.       | 1969             |                   |
| 11. Juni 1969 |                  | Noureddine Delleci  | alias Rachid, Directeur du commerce extérieur du ministère algérien de l’Economie nationale, ab 1946: Handelsminister. | Houari Boumedienne     | Hassan II.       | 31. März 1976    |                   |
| 1984          |                  | Abdelhamid Mehri    | | Chadli Bendjedid       | Hassan II.       | 31. Dez. 1988    |                   |
| 1. Jan. 1989  |                  | Mohamed Sahnoun     | | Chadli Bendjedid       | Hassan II.       | 30. Juni 1990    |                   |
| 16. Sep. 1992 |                  | Mohamed Ghoualmi    | (* 28. Februar 1946) schloss 1972 sein Studium an der Ecole Nationale d’Administration d’Alger ab, 1994–1996: Botschafter in Seoul, 1996–1997: Botschafter nächst er der italienischen Regierung. Ab 5. November 1997: Botschafter in Paris. | Muhammad Boudiaf       | Hassan II.       | 1994             |                   |
| 1. Okt. 1997  |                  | El Mihoub Mihoubi   | | Liamine Zéroual        | Hassan II.       |                  |                   |
| 2001          |                  | Boualem Bessaïh     | 1961: Vertreter in Brüssel | Abd al-Aziz Bouteflika | Mohammed VI.     | 26. Sep. 2005    |                   |
| 1. Okt. 2005  |                  | Larbi Belkheir      | | Abd al-Aziz Bouteflika | Mohammed VI.     | 28. Jan. 2010    |                   |
| 31. Okt. 2010 |                  | Ahmed Benyamina     | vorher Ambassador to the Court of St James’s und Botschafter in Athen. | Abd al-Aziz Bouteflika | Mohammed VI.     |                  |                   |

## Journal officiel de la République algérienne démocratique et populaire
Die Ernennungs- und Entlassungsdekrete werden im Journal officiel de la République algérienne démocratique et populaire veröffentlicht.